# Певица Жозефина, или Мышиный народец
«Певица Жозефина, или Мышиный народец» (нем. Josefine, die Sängerin oder Das Volk der Mäuse) — повесть, написанная Францем Кафкой. Она посвящена отношениям между артисткой и её аудиторией. Рассказ был включён в сборник «Голодарь» (нем. Ein Hungerkünstler), опубликованный издательством «Verlag Die Schmiede» вскоре после смерти Кафки. 
«Жозефина…» была последней работой Кафки, которую он закончил в марте 1924 года, прежде чем его прогрессирующая болезнь сделала его неспособным писать, и он умер 3 июня 1924 года. Иронически смотрит он на себя и на себя, как на творца с его капризными нравами и отграничением от «нормального человека». В конце «Жозефины…» — «избавленная от чумы… радостно теряющая себя» — автор, вероятно, видел и свой собственный приближающийся конец.
Данная повесть была адаптирована Майклом Макклуром в пьесу с изменённым названием «Жозефина — мышиная певица». Он получил премию Obie за «лучшую пьесу года». В 2014 году немецкая электронная группа Tangerine Dream выпустила мини-альбом Josephine the Mouse Singer, на котором интерпретировала сюжет данной повести.

## Сюжет
Жозефина — большая редкость среди мышиного народа, потому что у неё врожденная способность петь, которую никто другой в сообществе не проявлял в недавней истории. Хотя они не являются музыкальными людьми, и некоторые сомневаются в способностях Жозефины, в то время как другие обожают её и считают её всеобщим достоянием, все мышиные люди собираются вокруг, чтобы послушать, когда Жозефина начинает петь, и ценят её выступления как нечто, что помогает им терпеть их необычайно трудолюбивую жизнь.
Повествование начинается с утверждения, что тот, кто не слышал, как поёт Жозефина, не знает истинной силы музыки, но, поразмыслив, он задаётся вопросом, поёт ли Жозефина вообще или просто свистит, что могут делать абсолютно все мышиные люди, и действительно делают регулярно; что на самом деле нет ничего особенно примечательного в её голосе, взятом сам по себе, за исключением, возможно, его хрупкости, но в Жозефине должно быть что-то особенное, так как её выступление заставляет всех забыть, по крайней мере временно, любые критические замечания, которые они могут иметь о ней. Рассказчик задаётся вопросом, может ли такой эффект от её пения быть вызван тем, что она превращает  спектакль в повседневную вещь, и в этом случае её средний голос может быть полезен. После некоторого дальнейшего уточнения своей оценки Жозефины и того, что она даёт сообществу, рассказчик решает, что то, что так дорого людям-мышам, — это не её «способность», а возможность собраться и поразмышлять в тишине, которую предоставляют её выступления. Они больше всего ценят эти собрания, когда наступают самые трудные времена, и Жозефина остается влиятельной в обществе, даже несмотря на то, что её выступления иногда привлекают внимание многочисленных врагов мышиного народа и приводят к нападению, от которого она всегда спешит укрыться в безопасное место.
Жозефина регулярно предпринимает попытки заставить сообщество людей-мышей позволить ей прекратить свою обычную работу, чтобы она могла сосредоточиться на своём «пении», хотя рассказчик думает, что на самом деле она ищет публичного признания ценности своего искусства. Она начинает с утверждения, что могла бы петь ещё лучше, если бы у неё было время восстановиться между выступлениями, но сообщество игнорирует её мольбы, поэтому она начинает сокращать свои выступления и симулировать травмы, но никто, кроме её сторонников, не обращает на это особого внимания. В конце концов Жозефина исчезает. Поначалу её ищут, но рассказчик комментирует, что, в конце концов, она только навредила себе, убежав, так как люди-мыши смогли выжить до того, как она была жива, и теперь будут продолжать жить без неё, сначала только с воспоминаниями о её песнях, а позже уже и без них.

## Анализ произведения
Жозефина-певица является частью семьи мышиных людей. Они любят её, защищают и считают, что она жизненно важна для общества. Но при этом Жозефина страдает в мышином сообществе, потому что она одинока в своём таланте и мышлении. Поскольку она поёт для остальных мышей, на неё смотрят как на другую — к лучшему или к худшему. Когда она в конце концов исчезает, люди вскоре забывают о ней. Критики Б. В. Ягов и О. Яхраус писали: «В рассказах Кафки всегда есть парадокс: вот почему певица Жозефина и представляет собой исключение в противном случае немузыкального и искусного народа. Она своеобразна, как и все главные герои Кафки, и она представляет собой нечто чрезвычайное и в этом смысле высшую индивидуальность. Этому индивиду противопоставлен коллектив, состоящий из мы и я-рассказчика».
Следует отметить, что люди-мыши никогда не описываются как таковые в этой истории. Неясно, являются ли они на самом деле мышами. Многие аспекты их и их жизни похожи на мышей (что опасность всегда неизбежна и врагов много, местность, в которой они живут, что они очень трудолюбивы и практичны, практика того, что их детей очень скоро после рождения отдадут из их семей в более широкое сообщество, что они не ведут никаких письменных записей и т. Д.). Рассказчик, один из них, описывает их так: когда Жозефина начинает петь, она становится «тихой, как мыши» — помимо самого названия, это единственный раз, когда упоминаются мыши как таковые. Вполне вероятно, что Кафка намеревался оставить этот вопрос на наше собственное усмотрение, предложение игриво обсуждалось, но явного ответа не было дано. В любом случае, действительно ли это мыши, не имеет для читателя большого значения для понимания истории, в то время как необходимость того, чтобы идея была в сознании читателя, является центральной для опыта чтения.

## Интерпретации
В тексте (подобно в другом рассказе Кафки «Голодарь») рассматривается отношение творца к аудитории. Таким образом, он также является отражением Кафки о его собственном художественном творчестве. Хотя сначала можно и не предполагать, что Кафка изображает себя в лице этой причудливой, несимпатичной певицы Жозефины, но всё же здесь существуют явные ссылки. Так, например, желание быть освобождённым от другой работы, чтобы полностью посвятить себя искусству, также было большой проблемой в жизни Кафки. Повествование ведётся не с точки зрения певицы, а с точки зрения мышиного народа, то есть публики. По отношению к народу с его тяжёлой жизнью певица предстаёт местной примадонной, так что читатель в вопросе освобождения от труда отождествит себя с точкой зрения мышиного народа.
Кафка с 1921 года активно занимался сочинениями современного еврейского сатирика Карла Крауса. Поэтому повествование также интерпретируется как аллегорическое изображение взаимосвязи между Карлом Краусом и его преимущественно еврейской аудиторией. В несовершенном свисте еврейская манера речи мыши может быть тематизирована. Свист Жозефины, то есть её мышиный язык, таким образом, был бы «мышиным немецким».
Пение Жозефины передаёт — независимо от её собственных намерений — сильное ощущение безопасности, защищённости и спокойствия, которое является огромной потребностью этому беспокойному, движимому его огромным размножением мышиному народу: «Этот свист, поднимающийся там, где всем остальным навязано молчание, приходит к индивидууму почти как послание народа; тонкий свист Жозефины посреди тяжёлых решений — почти как жалкое существование нашего народа посреди суматохи враждебного мира. Жозефина утверждает себя, это ничто в голосе, это ничто в исполнении утверждает себя и прокладывает себе путь к нам, это, вероятно, заставляет думать об этом». — Здесь устанавливается явное отношение к еврейскому народу с его суровыми условиями жизни и судьбой быть разбросанным по всему миру, а художественному творчеству, как воссоединяющей силе, приписывается большое положительное влияние.

## В философии
Австрийский философ Джеральд Рауниг использует «Жозефину» в качестве обрамления в своей книге «Фабрики знаний, индустрии творчества», чтобы критиковать фабричные аспекты университета и промышленные характеристики искусства. В книге Раунига связь между пением Жозефины и повседневной жизнью мышиного народа влечёт за собой как детерриториализацию, так и ретерриториализацию, концепции, найденные в работах философов Делеза и Гваттари. В частности, очарование песни Джозефины — это концентрирующая, ретерриториализующая сила, в то время как повседневная жизнь мышиного народа включает в себя постоянное движение или детерриториализацию.